# Campionati del mondo Ironman 70.3 del 2019
La gara valida per i Campionati del mondo Ironman 70.3 del 2019 si è tenuta in data 8 settembre a Nizza in Francia.
Tra gli uomini ha vinto il norvegese Gustav Iden, mentre tra le donne si è laureata campionessa del mondo ironman 70.3 per la quinta volta l'elvetica Daniela Ryf.
Si è trattata della 14ª edizione dei campionati mondiali di Ironman 70.3, che si tengono annualmente dal 2006. I campionati sono organizzati dalla World Triathlon Corporation (WTC).

## Ironman 70.3 - Risultati dei Campionati

### Uomini
| Pos. | Tempo   | Nome                 | Paese       | Ripartizione tempi | Ripartizione tempi | Ripartizione tempi | Ripartizione tempi | Ripartizione tempi |
| Pos. | Tempo   | Nome                 | Paese       | Nuoto              | T1                 | Bici               | T2                 | Corsa              |
| ---- | ------- | -------------------- | ----------- | ------------------ | ------------------ | ------------------ | ------------------ | ------------------ |
|      | 3:52:35 | Gustav Iden          | Norvegia    | 23:55              | 1:53               | 2:17:25            | 1:14               | 1:08:10            |
|      | 3:55:19 | Alistair Brownlee    | Regno Unito | 23:17              | 2:17               | 2:17:38            | 1:27               | 1:10:43            |
|      | 3:56:45 | Rodolphe Von Berg    | Stati Uniti | 23:31              | 2:14               | 2:17:24            | 1:23               | 1:12:15            |
| 4    | 3:59:21 | Kristian Blummenfelt | Norvegia    | 23:23              | 2:16               | 2:22:10            | 1:35               | 1:09:59            |
| 5    | 4:00:18 | Sebastian Kienle     | Germania    | 26:50              | 2:27               | 2:19:57            | 1:35               | 1:09:31            |
| 6    | 4:01:14 | Bart Aernouts        | Belgio      | 27:00              | 2:28               | 2:19:46            | 1:26               | 1:10:36            |
| 7    | 4:01:30 | Javier Gómez         | Spagna      | 23:22              | 2:22               | 2:24:07            | 1:33               | 1:10:09            |
| 8    | 4:02:15 | Sam Appleton         | Australia   | 23:19              | 2:33               | 2:23:01            | 1:29               | 1:11:56            |
| 9    | 4:03:09 | Bradley Weiss        | Sudafrica   | 24:39              | 2:24               | 2:21:51            | 1:35               | 1:12:43            |
| 10   | 4:04:36 | Ben Kanute           | Stati Uniti | 23:21              | 2:11               | 2:20:57            | 1:17               | 1:16:53            |

### Donne
| Pos. | Tempo   | Nome                 | Paese         | Ripartizione tempi | Ripartizione tempi | Ripartizione tempi | Ripartizione tempi | Ripartizione tempi |
| Pos. | Tempo   | Nome                 | Paese         | Nuoto              | T1                 | Bici               | T2                 | Corsa              |
| ---- | ------- | -------------------- | ------------- | ------------------ | ------------------ | ------------------ | ------------------ | ------------------ |
|      | 4:23:03 | Daniela Ryf          | Svizzera      | 26:32              | 2:47               | 2:33:38            | 1:33               | 1:18:37            |
|      | 4:27:02 | Holly Lawrence       | Regno Unito   | 26:23              | 2:20               | 2:36:50            | 1:23               | 1:20:08            |
|      | 4:28:10 | Imogen Simmonds      | Svizzera      | 26:40              | 2:35               | 2:36:16            | 1:31               | 1:21:10            |
| 4    | 4:31:07 | Chelsea Sodaro       | Stati Uniti   | 27:23              | 2:34               | 2:41:34            | 1:43               | 1:17:56            |
| 5    | 4:31:50 | Lucy Charles-Barclay | Regno Unito   | 25:23              | 2:42               | 2:42:03            | 1:26               | 1:20:19            |
| 6    | 4:33:38 | Radka Kahlefeldt     | Rep. Ceca     | 26:37              | 2:32               | 2:43:02            | 1:30               | 1:19:59            |
| 7    | 4:34:06 | Amélia Watkinson     | Nuova Zelanda | 26:40              | 2:36               | 2:37:59            | 1:33               | 1:25:21            |
| 8    | 4:34:14 | Manon Genêt          | Francia       | 29:16              | 2:45               | 2:39:26            | 1:33               | 1:21:16            |
| 9    | 4:34:26 | Emma Pallant         | Regno Unito   | 0:00               | 0:00               | 0:00:00            | 0:00               | 0::00              |
| 10   | 4:35:23 | Sara Svensk          | Svezia        | 29:23              | 2:40               | 2:44:12            | 1:52               | 1:17:18            |

## Ironman 70.3 - Risultati della serie

### Uomini
| Continente       | Evento                      | Oro                       | Tempo   | Argento                     | Tempo   | Bronzo                         | Tempo   |
| Nord America     | Arizona                     | Manuel Díaz               | 4:18:44 | David Guenthardt            | 4:23:18 | George Hoffmann                | 4:23:30 |
| Nord America     | Atlantic City               | Matias Palavecino         | 4:10:51 | Darren Brown                | 4:11:24 | Samuel Wenger                  | 4:15:24 |
| Nord America     | Augusta                     | Lionel Sanders            | 3:42:19 | Bradley Weiss               | 3:44:01 | Andre Lopes                    | 3:47:56 |
| Nord America     | Boulder                     | Chris Leiferman           | 3:44:32 | Tyler Butterfield           | 3:44:40 | Kennett Peterson               | 3:49:14 |
| Nord America     | Calgary                     | Ryan Brown                | 4:00:46 | Michael Boehmer             | 4:04:32 | Dave Van Reeuwyk               | 4:05:53 |
| Nord America     | Campeche                    | Michael Weiss             | 3:50:02 | Pieter Heemeryck            | 3:51:29 | Ben Hoffman                    | 3:52:48 |
| Nord America     | Canada                      | Dylan Gleeson             | 4:21:12 | Drew Jordan                 | 4:24:07 | Martin Caron                   | 4:24:29 |
| Nord America     | Chattanooga                 | Sam Long                  | 3:48:50 | Jackson Laundry             | 3:50:43 | Matt Hanson                    | 3:52:23 |
| Nord America     | Coeur d'Alene               | Tim Reed                  | 3:47:54 | Sam Appleton                | 3:48:09 | Josh Amberger                  | 3:48:49 |
| Nord America     | Connecticut                 | Nicholas Marcantonio      | 3:53:26 | Marcelo Moreira             | 3:58:58 | Alex Boule                     | 3:59:56 |
| Nord America     | Cozumel                     | Tyler Butterfield         | 3:50:22 | Rodolphe Von berg           | 3:52:21 | Michael Weiss                  | 3:53:38 |
| Nord America     | Eagleman                    | Joe Gambles               | 3:17:08 | Cody Beals                  | 3:18:29 | Adam Feigh                     | 3:21:26 |
| Nord America     | Florida                     | Daniel Stubleski          | 4:12:46 | Marcelo Moreira             | 4:13:14 | Ignacio Lopez Mancisidor       | 4:19:50 |
| Nord America     | Gulf Coast                  | Tj Tollakson              | 3:54:19 | Felipe Van De Wyngard       | 3:55:25 | Yvan Jarrige                   | 3:56:29 |
| Nord America     | Hawaii                      | Justin Riele              | 4:14:34 | Daniel Stubleski            | 4:17:06 | Brian Mancini                  | 4:21:31 |
| Nord America     | Indian Wells                | Lionel Sanders            | 3:43:36 | Eric Lagerstrom             | 3:47:46 | Miki Taagholt                  | 3:51:36 |
| Nord America     | Lake Placid                 | Nicholas Marcantonio      | 4:16:40 | Zach Looney                 | 4:18:45 | Nicolas Proulx-begin           | 4:19:14 |
| Nord America     | Los Cabos                   | Lionel Sanders            | 3:44:06 | Francisco Serrano           | 3:54:01 | Robbie Deckard                 | 3:54:36 |
| Nord America     | Lubbock                     | Reid Foster               | 4:08:22 | Ryan Snapp                  | 4:09:09 | Tim Hola                       | 4:14:18 |
| Nord America     | Maine                       | Jerome Bergeron           | 4:19:53 | Guillaume Bélanger          | 4:22:34 | Patrice Brisindi               | 4:24:09 |
| Nord America     | Mont-Tremblant              | Jackson Laundry           | 3:48:25 | Brent Mcmahon               | 3:50:51 | Eric Lagerstrom                | 3:52:42 |
| Nord America     | Monterrey                   | Brent Mcmahon             | 3:43:19 | Francisco Serrano           | 3:48:27 | Diego Baca                     | 3:54:16 |
| Nord America     | Muncie                      | Matt McWilliams           | 3:51:31 | Eric Engel                  | 4:01:35 | Michael Vanacora               | 4:05:12 |
| Nord America     | Muskoka                     | Nick Cosman               | 4:01:42 | Steve Jackson               | 4:04:12 | Michael Latifi                 | 4:11:04 |
| Nord America     | North Carolina              | Matias Palavecino         | 4:06:06 | Van Fletcher                | 4:10:45 | Luke Davis                     | 4:12:33 |
| Nord America     | Oceanside                   | Ben Kanute                | 3:49:25 | Rodolphe Von Berg           | 3:49:37 | Adam Bowden                    | 3:53:53 |
| Nord America     | Ohio                        | Eric Engel                | 4:01:53 | Cameron Hackett             | 4:14:22 | Robbie Larocque                | 4:17:22 |
| Nord America     | Santa Cruz                  | Jason West                | 3:48:23 | Andi Boecherer              | 3:51:03 | Justin Metzler                 | 3:51:09 |
| Nord America     | Santa Rosa                  | Sam Appleton              | 3:46:03 | Timothy O'Donnell           | 3:47:24 | Tim Reed                       | 3:48:56 |
| Nord America     | St George                   | Lionel Sanders            | 3:41:11 | Sebastian Kienle            | 3:42:38 | Michael Weiss                  | 3:43:14 |
| Nord America     | Steelhead                   | Andrew Starykowicz        | 3:47:10 | Joe Gambles                 | 3:49:09 | Taylor Reid                    | 3:49:28 |
| Nord America     | Superfrog                   | Davis Frease              | 4:16:57 | Adam Bailey                 | 4:20:59 | Matthew Davis                  | 4:21:21 |
| Nord America     | Texas                       | Andrew Starykowicz        | 3:43:26 | Matt Hanson                 | 3:47:47 | Matthew Russell                | 3:48:44 |
| Nord America     | Traverse City               | Matt Hanson               | 3:50:33 | Taylor Reid                 | 3:50:45 | Stephen Kilshaw                | 3:52:22 |
| Nord America     | Victoria                    | Sam Long                  | 3:55:48 | Cody Beals                  | 3:56:25 | Taylor Reid                    | 3:58:31 |
| Nord America     | Virginia                    | Philippe Tremblay         | 4:11:57 | Adam Baker                  | 4:12:28 | David Watson                   | 4:18:57 |
| Nord America     | Waco                        | Sam Appleton              | 3:47:15 | Andrew Starykowicz          | 3:51:44 | Joe Gambles                    | 3:54:25 |
| Nord America     | Wisconsin                   | Eric Engel                | 4:13:00 | Patrick Redner              | 4:16:37 | Vant Lammers                   | 4:17:35 |
| Europa           | Aix-en-Provence             | Andi Boecherer            | 3:52:16 | Adam Bowden                 | 3:53:28 | Andreas Dreitz                 | 3:56:37 |
| Europa           | Barcelona                   | Bart Aernouts             | 4:05:07 | David Mcnamee               | 4:06:36 | George Goodwin                 | 4:07:37 |
| Europa           | Cascais Portugal            | Javier Gómez              | 3:51:11 | Dylan Magnien               | 3:55:43 | Filipe Azevedo                 | 3:56:48 |
| Europa           | Dun Laoghaire               | Mark Benson               | 4:35:43 | Odd Ivar Solvold            | 4:36:37 | Manuel Marquart                | 4:38:19 |
| Europa           | Elsinore                    | Rodolphe Von Berg         | 3:39:31 | Javier Gómez                | 3:39:42 | Pablo Dapena Gonzalez          | 3:40:59 |
| Europa           | Finland                     | Daniel Bakkegard          | 3:45:38 | Nicholas Kastelein          | 3:48:07 | Manuel Kueng                   | 3:50:07 |
| Europa           | Gdynia                      | Jan Frodeno               | 3:39:36 | Maurice Clavel              | 3:43:46 | Miki Mørck Taagholt            | 3:46:27 |
| Europa           | Greece                      | Ernesto Espinoza          | 4:22:28 | Grigoris Souvatzoglou       | 4:23:36 | Dimitris Lekkos                | 4:25:44 |
| Europa           | Haugesund                   | Marius Elvedal            | 4:12:08 | Finn Arentz                 | 4:16:50 | Erik Marki Bjorli              | 4:19:04 |
| Europa           | Emilia-Romagna              | Sascha Hubbert            | 4:03:15 | Nicolas Herbau              | 4:04:00 | lorenzo Delco                  | 4:04:42 |
| Europa           | Jonkoping                   | Elliot Smales             | 3:52:59 | Patrik Nilsson              | 3:53:29 | Mathias Petersen               | 3:53:48 |
| Europa           | Kraichgau                   | Jan Frodeno               | 3:53:06 | Patrick Dirksmeier          | 4:05:56 | Lukasz Wojt                    | 4:06:24 |
| Europa           | Lanzarote                   | Frederic Funk             | 3:35:00 | Pieter Heemeryck            | 3:36:40 | Kenneth Vandendriessche        | 3:41:10 |
| Europa           | Les Sables D'Olonne         | Frederik Van Lierde       | 3:56:46 | Denis Chevrot               | 3:58:57 | Arthur Horseau                 | 4:02:44 |
| Europa           | Luxembourg                  | Lukasz Wojt               | 3:49:05 | Bas Diederen                | 3:51:53 | Stenn Goetstouwers             | 3:52:43 |
| Europa           | Mallorca                    | Karel Zadák               | 4:13:59 | Eric Van Der Linden         | 4:15:23 | Guillem Tomeu Vadell Riera     | 4:15:42 |
| Europa           | Marbella                    | Andreas Dreitz            | 3:56:48 | Alistair Brownlee           | 4:01:00 | Domenico Passuello             | 4:03:40 |
| Europa           | Otepaa                      | Rinalds Sluckis           | 4:11:39 | Timmo Jeret                 | 4:12:57 | Ricard Costa Puigpelat         | 4:16:03 |
| Europa           | Slovenian Istria            | Maurice Herwig            | 4:15:06 | Jure Majdic                 | 4:17:37 | Lasse Ibert                    | 4:20:06 |
| Europa           | St Polten                   | Franz Loeschke            | 3:52:37 | Thomas Steger               | 3:53:15 | Michael Weiss                  | 3:55:43 |
| Europa           | Staffordshire               | George Goodwin            | 3:57:26 | Will Clarke                 | 4:01:16 | Elliot Smales                  | 4:04:53 |
| Europa           | Switzerland                 | Andi Boecherer            | 3:48:30 | Pablo Dapena Gonzalez       | 3:49:29 | Sven Riederer                  | 3:50:57 |
| Europa           | Turkey                      | Luca Facchinetti          | 3:51:04 | Adam Lambrechts             | 3:55:03 | Jesse Hinrichs                 | 3:56:15 |
| Europa           | Vichy                       | Yohan Le Berre            | 3:57:12 | David Mcnamee               | 3:58:27 | Franz Loeschke                 | 3:59:04 |
| Europa           | Weymouth                    | George Goodwin            | 3:44:02 | Adam Bowden                 | 3:47:46 | Elliot Smales                  | 3:49:06 |
| Europa           | Zell Am See                 | Thomas Steger             | 3:55:03 | Frederic Funk               | 3:55:54 | Florian Angert                 | 3:56:39 |
| Asia/Pacifico    | Astana                      | Nils Frommhold            | 3:46:08 | Filipe Azevedo              | 3:48:14 | Mattia Ceccarelli              | 3:49:01 |
| Asia/Pacifico    | Bangsaen                    | Lars Petter Stormo        | 4:09:01 | Jaray Jearnai               | 4:28:11 | Andy Wibowo                    | 4:31:00 |
| Asia/Pacifico    | Bintan                      | Jacob Wissum              | 4:18:35 | Mark Oakshott               | 4:23:09 | Bertrand Timbal                | 4:23:43 |
| Asia/Pacifico    | Busselton                   | Craig Alexander           | 3:49:53 | Mike Phillips               | 3:51:14 | Matt Burton                    | 3:53:08 |
| Asia/Pacifico    | Cairns                      | Samuel Beveridge          | 4:17:53 | Joshua Mundy                | 4:20:23 | Edward Vining                  | 4:22:04 |
| Asia/Pacifico    | Centrair Chita              | Kevin Collington          | 4:00:29 | Jack Moody                  | 4:02:36 | Sam Betten                     | 4:03:12 |
| Asia/Pacifico    | Colombo                     | Olivier Godart            | 4:06:06 | Davide Rossetti             | 4:23:39 | Francisco Gabriel Nebot Martin | 4:25:33 |
| Asia/Pacifico    | Davao                       | Mauricio Mendez           | 3:50:32 | Tim Reed                    | 3:52:26 | Tim Van Berkel                 | 3:53:45 |
| Asia/Pacifico    | Geelong                     | Javier Gómez              | 3:45:22 | Josh Amberger               | 3:49:37 | Tim Van Berkel                 | 3:49:59 |
| Asia/Pacifico    | Goa                         | Bishworjit Saikhom        | 4:42:44 | Nihal Baig                  | 4:47:47 | Mahesh Lourembam               | 4:52:04 |
| Asia/Pacifico    | Goseong                     | Peng Cheng Li             | 4:15:04 | Haibel Thomas               | 4:26:08 | Namkung Min                    | 4:29:23 |
| Asia/Pacifico    | Langkawi                    | Assad Attamimi            | 4:29:29 | Toma Alexandru              | 4:34:31 | Ryan Miller                    | 4:37:03 |
| Asia/Pacifico    | Liuzhou                     | Craig Alexander           | 3:48:49 | Ivan Kalashnikov            | 3:50:40 | Paul Schuster                  | 3:51:07 |
| Asia/Pacifico    | New Zealand                 | Justin Brewer             | 4:16:46 | George Hughes               | 4:24:09 | Nathan Jones                   | 4:24:19 |
| Asia/Pacifico    | Oman                        | Antoine Mechin            | 3:56:55 | Pavel Gorik                 | 4:14:59 | Rafael Wyss                    | 4:16:52 |
| Asia/Pacifico    | Philippines                 | Tim Reed                  | 4:01:22 | Mike Phillips               | 4:02:09 | Tim Van Berkel                 | 4:03:12 |
| Asia/Pacifico    | Port Macquarie              | Mitchell Cunningham       | 4:12:24 | Tim Ballintine              | 4:19:44 | Oliver Graham                  | 4:19:46 |
| Asia/Pacifico    | Shanghai                    | Filipe Azevedo            | 3:47:03 | Cameron Brown               | 3:47:36 | Leigh Anderson-Voigt           | 3:48:21 |
| Asia/Pacifico    | Subic Bay                   | Tim Reed                  | 4:04:33 | Tim Van Berkel              | 4:08:36 | Nick Baldwin                   | 4:09:06 |
| Asia/Pacifico    | Sunshine Coast              | Braden Currie             | 3:44:47 | Steven Mckenna              | 3:46:48 | Simon Hearn                    | 3:47:21 |
| Asia/Pacifico    | Taiwan                      | Bradley Weiss             | 3:58:19 | Cyril Viennot               | 4:00:01 | Luke Mckenzie                  | 4:00:57 |
| Asia/Pacifico    | Vietnam                     | Patrick Lange             | 3:49:08 | Tim Van Berkel              | 3:50:56 | Tim Reed                       | 3:52:13 |
| Asia/Pacifico    | Western Australia           | Nathan Saunders           | 4:02:12 | Kevin Mcewan                | 4:08:54 | Wade Adam                      | 4:09:18 |
| Asia/Pacifico    | Western Sydney              | Max Neumann               | 3:47:05 | Alexander Polizzi           | 3:49:24 | Levi Maxwell                   | 3:50:38 |
| Asia/Pacifico    | Xi'an                       | Max Newmann               | 3:21:09 | Aleksey Kalistratov         | 3:21:58 | Paul Schuster                  | 3:23:08 |
| Asia/Pacifico    | Xiamen                      | Marten Van Riel           | 3:44:26 | Josh Amberger               | 3:48:24 | Tim Reed                       | 3:54:29 |
| Sud America      | Bariloche                   | Santiago Ascenco          | 4:02:20 | Tim Rea                     | 4:09:14 | Justin Metzler                 | 4:10:20 |
| Sud America      | Cartagena                   | Collin Chartier           | 3:43:39 | Igor Amorelli               | 3:46:46 | Bruno Matheus                  | 3:50:55 |
| Sud America      | Coquimbo                    | Santiago Ascenco          | 3:59:54 | Martin Ulloa                | 4:02:00 | Felipe Van De Wyngard          | 4:06:51 |
| Sud America      | Costa Rica                  | Rom Akersol               | 4:02:54 | Ernesto Espinoza            | 4:15:48 | Federico Venegas Villegas      | 4:16:52 |
| Sud America      | Ecuador                     | Tim Rea                   | 4:02:40 | Felipe Van De Wyngard       | 4:04:00 | Kevin Collington               | 4:06:46 |
| Sud America      | Florianopolis               | Igor Amorelli             | 3:46:21 | Yvan Jarrige                | 3:49:45 | Bruno Matheus                  | 3:51:38 |
| Sud America      | Fortaleza                   | Rodrigo Lobo              | 4:14:20 | José Belarmino              | 4:16:51 | Francisco M. Brandão Jr        | 4:17:26 |
| Sud America      | Maceio                      | José Belarmino            | 4:01:18 | Rodrigo Lobo                | 4:07:19 | Miguel Morone                  | 4:07:45 |
| Sud America      | Peru                        | Vicente Hernandez Cabrera | 3:43:40 | Andy Potts                  | 3:45:24 | Kevin Collington               | 3:46:59 |
| Sud America      | Pucon                       | Santiago Ascenco          | 3:59:33 | Andy Potts                  | 4:02:45 | Felipe Barraza                 | 4:04:47 |
| Sud America      | Puerto Rico                 | Cameron Hackett           | 4:11:39 | Christopher Portugal Reibel | 4:16:01 | Francky Favre                  | 4:24:10 |
| Sud America      | Punta Del Este              | Federico Scarabino        | 4:04:49 | Walter Tlaija De Souza      | 4:08:39 | Emmanuel Iodice                | 4:11:12 |
| Sud America      | Rio de Janeiro              | Yvan Jarrige              | 3:56:35 | Paulo R. Maciel da Silva    | 3:58:21 | Bruno Matheus                  | 4:03:58 |
| Sud America      | Sao Paulo                   | Josè Belarmino            | 3:53:09 | Daniel Ruman Rodrigues      | 4:02:18 | Rafael Falsarella              | 4:02:29 |
| Sud America      | South American Championship | Rodolphe Von Berg         | 3:37:38 | Pablo Dapena Gonzalez       | 3:38:46 | Igor Amorelli                  | 3:43:30 |
| Africa/M.Oriente | Dubai                       | Adam Bowden               | 3:40:11 | Patrik Nilsson              | 3:42:50 | Sébastien Fraysse              | 3:47:05 |
| Africa/M.Oriente | Marrakech                   | Kevin Maurel              | 3:53:05 | Albert Moreno Molins        | 3:55:10 | Arthur Horseau                 | 3:56:04 |
| Africa/M.Oriente | Bahrain                     | Kristian Blummenfelt      | 3:25:21 | Daniel Bækkegård            | 3:29:16 | Casper Stornes                 | 3:33:06 |
| Africa/M.Oriente | South Africa                | Bradley Weiss             | 3:53:50 | Matt Trautman               | 3:54:53 | James Cunnama                  | 3:56:26 |

### Donne
| Continente       | Evento                      | Oro                     | Tempo   | Argento                 | Tempo   | Bronzo                    | Tempo   |
| Nord America     | Arizona                     | Sophie Chevrier         | 4:37:28 | Lauren Bondly           | 4:59:53 | Pamela Staton             | 5:00:03 |
| Nord America     | Atlantic City               | Sharon Schmidt-mongrain | 4:37:40 | Gabrielle Russo         | 4:38:20 | Dana Glodek               | 4:43:41 |
| Nord America     | Augusta                     | Chelsea Sodaro          | 4:07:35 | Sarah Piampiano         | 4:12:18 | Lauren Barnett            | 4:18:45 |
| Nord America     | Boulder                     | Skye Moench             | 4:09:42 | Lesley Smith            | 4:15:49 | Meredith Kessler          | 4:18:58 |
| Nord America     | Calgary                     | Briana Noelle Boehmer   | 4:21:29 | Janine Willis           | 4:25:18 | Sharon Styles             | 4:28:56 |
| Nord America     | Campeche                    | Heather Wurtele         | 4:15:23 | Jackie Hering           | 4:16:16 | Lauren Brandon            | 4:27:17 |
| Nord America     | Canada                      | Hanna Grinaker          | 4:38:36 | Monique De Abreu        | 4:39:32 | Becca Kawaoka             | 4:46:27 |
| Nord America     | Chattanooga                 | Heather Jackson         | 4:12:26 | Skye Moench             | 4:13:14 | Paula Findlay             | 4:16:53 |
| Nord America     | Coeur d'Alene               | Heather Jackson         | 4:12:59 | Mirinda Carfrae         | 4:14:39 | Heather Wurtele           | 4:20:30 |
| Nord America     | Connecticut                 | Amy Farrell             | 4:25:38 | Jamie Chapman           | 4:32:26 | Sharon Schmidt-Mongrain   | 4:33:37 |
| Nord America     | Cozumel                     | Ellie Salthouse         | 4:18:53 | Svenja Thoes            | 4:20:54 | Sara Van de vel           | 4:28:17 |
| Nord America     | Eagleman                    | Danielle Dingman        | 3:44:34 | Samantha Snukis         | 3:49:30 | Rachel Olson              | 3:52:12 |
| Nord America     | Florida                     | Vanessa Gianinni        | 4:43:22 | Miranda Tomenson        | 4:44:08 | Marni Sumbal              | 4:51:05 |
| Nord America     | Gulf Coast                  | Carrie Lester           | 4:15:57 | Lauren Brandon          | 4:26:28 | Laura Mathews             | 4:28:54 |
| Nord America     | Hawaii                      | Natia Van Heerden       | 4:49:31 | Carly Killam            | 4:52:24 | Sarah Cameto              | 4:55:58 |
| Nord America     | Indian Wells                | Paula Findlay           | 4:07:37 | Alissa Doehla           | 4:15:07 | Chelsea Sodaro            | 4:17:48 |
| Nord America     | Lake Placid                 | Maureen Mahoney         | 4:58:35 | Aimee Phillippi-taylor  | 4:58:35 | Stephanie Nevin           | 5:03:33 |
| Nord America     | Los Cabos                   | Mirinda Carfrae         | 4:31:36 | Ewa Komander            | 4:36:13 | Adriana Carreño Cruz      | 4:42:18 |
| Nord America     | Lubbock                     | Jana Richtrova          | 4:30:46 | Rebecca Marrou          | 4:42:56 | Heather Hamilton          | 4:45:09 |
| Nord America     | Maine                       | Tara Mcwilliams         | 4:49:04 | Edith Pepin             | 4:49:15 | Jennifer Zopp             | 4:51:19 |
| Nord America     | Mont-Tremblant              | Mirinda Carfrae         | 4:11:51 | Meredith Kessler        | 4:21:23 | Jennifer Spieldenner      | 4:22:40 |
| Nord America     | Monterrey                   | Lauren Goss             | 4:06:32 | Sarah Piampiano         | 4:15:53 | Maria E. Barrera Anduaga  | 4:16:35 |
| Nord America     | Muncie                      | Dani Fisher             | 4:27:31 | Sarah Bishop            | 4:36:27 | Jacqui Giuliano           | 4:36:28 |
| Nord America     | Muskoka                     | Miranda Tomenson        | 4:43:05 | Blaire Kniaziew Gervais | 4:46:53 | Maureen Mahoney           | 4:47:18 |
| Nord America     | North Carolina              | Meghan Fillnow          | 4:37:36 | Kelly Mckechnie         | 4:41:05 | Kerry Girona              | 4:43:31 |
| Nord America     | Oceanside                   | Daniela Ryf             | 4:09:19 | Holly Lawrence          | 4:14:06 | Ellie Salthouse           | 4:16:41 |
| Nord America     | Ohio                        | Sarah Bishop            | 4:32:16 | Meghan Fillnow          | 4:36:22 | Angela Quick              | 4:39:58 |
| Nord America     | Santa Cruz                  | Sarah Crowley           | 4:09:04 | Skye Moench             | 4:10:23 | Heather Jackson           | 4:14:03 |
| Nord America     | Santa Rosa                  | Chelsea Sodaro          | 4:10:57 | Mirinda Carfrae         | 4:14:34 | Paula Findlay             | 4:15:17 |
| Nord America     | St George                   | Paula Findlay           | 4:15:53 | Jeanni Seymour          | 4:17:19 | Sarah True                | 4:17:46 |
| Nord America     | Steelhead                   | Jackie Hering           | 4:07:21 | Meredith Kessler        | 4:15:33 | Dede Griesbauer           | 4:22:40 |
| Nord America     | Superfrog                   | Brittany Vocke          | 4:48:04 | Emily Osga              | 5:12:05 | Raquel Torres             | 5:12:48 |
| Nord America     | Texas                       | Jeanni Seymour          | 4:01:44 | Lesley Smith            | 4:04:34 | Jackie Hering             | 4:06:56 |
| Nord America     | Traverse City               | Jackie Hering           | 4:15:18 | Linsey Corbin           | 4:21:07 | Alissa Doehla             | 4:23:55 |
| Nord America     | Victoria                    | Mirinda Carfrae         | 4:21:26 | Heather Wurtele         | 4:26:43 | Jen Annett                | 4:27:57 |
| Nord America     | Virginia                    | Alexandra Watt          | 4:40:02 | Sarah Russell           | 4:40:40 | Carolyn Olsen             | 4:42:39 |
| Nord America     | Waco                        | Jackie Hering           | 4:18:29 | Jeanni Seymour          | 4:20:29 | Alissa Doehla             | 4:21:04 |
| Nord America     | Wisconsin                   | Dani Fisher             | 4:34:24 | Gabrielle Bunten        | 4:46:48 | Becky Youngberg           | 4:51:17 |
| Europa           | Aix-en-Provence             | Emma Pallant            | 4:19:56 | Nikki Bartlett          | 4:25:15 | India Lee                 | 4:25:30 |
| Europa           | Barcelona                   | Fenella Langridge       | 4:37:42 | Sara Van De Vel         | 4:44:15 | Gabriella Zelinka         | 4:45:09 |
| Europa           | Cascais Portugal            | Emma Pallant            | 4:18:21 | Claudia Wipfler         | 4:47:36 | Lucy Biddlestone          | 4:48:22 |
| Europa           | Dun Laoghaire               | Hilary Hughes           | 4:48:53 | Rebecca Patton          | 5:16:06 | Nicole Weiss              | 5:16:15 |
| Europa           | Elsinore                    | Holly Lawrence          | 4:03:16 | Fenella Langridge       | 4:06:14 | Radka Kahlefeldt          | 4:07:28 |
| Europa           | Finland                     | India Lee               | 4:17:55 | Katrina Matthews        | 4:21:09 | Kaisa Sali                | 4:24:30 |
| Europa           | Gdynia                      | Amelia Watkinson        | 4:06:50 | Lisa Hütthaler          | 4:15:37 | Susie Cheetham            | 4:17:43 |
| Europa           | Greece                      | Juliana Villasante      | 4:54:05 | Evgenia Boulmeti        | 4:57:00 | Stephanie Ede             | 4:59:35 |
| Europa           | Haugesund                   | Gunhild Berntsen        | 4:50:21 | Emily Mcnaughtan        | 4:56:24 | Shannon Proffit           | 4:58:33 |
| Europa           | Emilia-Romagna              | Lena Gottwald           | 4:21:33 | Monique Grossrieder     | 4:45:01 | Liubov Polianskaia        | 4:45:46 |
| Europa           | Jonkoping                   | Claire Hann             | 4:25:51 | Pernille Jensen         | 4:26:12 | Lisa Nordén               | 4:26:43 |
| Europa           | Kraichgau                   | Helle Frederiksen       | 4:31:26 | Alexandra Tondeur       | 4:35:23 | Elena Illeditsch          | 4:37:16 |
| Europa           | Lanzarote                   | Emma Pallant            | 4:08:14 | Alexandra Tondeur       | 4:10:36 | Jeanne Collonge           | 4:11:23 |
| Europa           | Les Sables D'Olonne         | Charlene Clavel         | 4:31:38 | Frankie Sanjana         | 4:32:26 | Anne Reischmann           | 4:34:17 |
| Europa           | Luxembourg                  | Imogen Simmonds         | 4:11:30 | Svenja Thoes            | 4:18:50 | Alexandra Tondeur         | 4:20:48 |
| Europa           | Mallorca                    | Alison Mackenzie        | 4:43:14 | Karen Schultheiss       | 4:47:10 | Liesbeth Leysen           | 4:48:37 |
| Europa           | Marbella                    | Laura Philipp           | 4:28:56 | Nina Derron             | 4:39:13 | Marta Bernardi            | 4:44:09 |
| Europa           | Otepaa                      | Maria Jänese            | 4:46:09 | Daria Chunareva         | 4:52:42 | Shannon Proffit           | 4:53:00 |
| Europa           | Slovenian Istria            | Sonja Tajsich           | 4:51:00 | Daniela Kleiser         | 4:53:35 | Sophie Van Der Most       | 4:55:54 |
| Europa           | St Polten                   | Sara Svensk             | 4:26:05 | Bianca Steurer          | 4:28:11 | Julia Gajer               | 4:30:26 |
| Europa           | Staffordshire               | Lucy Charles-Barclay    | 4:22:30 | Emma Pallant            | 4:26:04 | Katrina Rye               | 4:29:20 |
| Europa           | Switzerland                 | Daniela Ryf             | 4:08:34 | Skye Moench             | 4:15:39 | Svenja Thoes              | 4:23:43 |
| Europa           | Turkey                      | Inna Tutukina           | 4:27:29 | Sera Sayar              | 4:30:03 | Olena Zhushman            | 4:38:44 |
| Europa           | Vichy                       | Emma Pallant            | 4:25:18 | Jocelyn Mccauley        | 4:27:01 | Manon Genet               | 4:28:19 |
| Europa           | Weymouth                    | India Lee               | 4:15:55 | Claire Hann             | 4:17:31 | Katrina Rye               | 4:22:38 |
| Europa           | Zell Am See                 | Daniela Bleymehl        | 4:23:51 | Els Visser              | 4:27:40 | Lisa Hütthaler            | 4:31:15 |
| Asia/Pacifico    | Astana                      | Radka Kahlefeldt        | 4:07:43 | Susie Cheetham          | 4:09:07 | Sarah Piampiano           | 4:12:34 |
| Asia/Pacifico    | Bangsaen                    | Maria Hodges            | 5:04:49 | Nichakarn Ruttanaporn   | 5:14:01 | Jane Archer               | 5:22:09 |
| Asia/Pacifico    | Bintan                      | Ling Er Choo            | 4:45:25 | Merle Talviste          | 4:52:00 | Rosie Mcgeoch             | 4:52:46 |
| Asia/Pacifico    | Busselton                   | Felicity Sheedy-Ryan    | 4:21:16 | Rebecca Clarke          | 4:27:46 | Emily Loughnan            | 4:31:48 |
| Asia/Pacifico    | Cairns                      | Vanessa Murray          | 4:39:55 | Judit Koronika          | 4:45:53 | Tatiana Marinho           | 4:52:56 |
| Asia/Pacifico    | Centrair Chita              | Courtney Gilfillan      | 4:30:53 | Mariella Sawyer         | 4:39:01 | Rebecca Clarke            | 4:42:02 |
| Asia/Pacifico    | Colombo                     | Ling Er Choo            | 4:43:23 | Ushakova Svetana        | 4:46:40 | Brittany Campbell         | 5:00:16 |
| Asia/Pacifico    | Davao                       | Radka Kahlefeldt        | 4:25:38 | Naomi Washizu           | 4:36:53 | Dimity Lee Duke           | 4:39:12 |
| Asia/Pacifico    | Geelong                     | Radka Kahlefeldt        | 4:09:55 | Ellie Salthouse         | 4:10:54 | Grace Thek                | 4:12:22 |
| Asia/Pacifico    | Goa                         | Natascha Badmann        | 5:18:49 | Puvini Kahandawala      | 6:07:34 | Natalie Edwards           | 6:08:31 |
| Asia/Pacifico    | Goseong                     | Ha Na Lee               | 5:00:35 | Sun Jung Oh             | 5:00:56 | Doeun Park                | 5:10:49 |
| Asia/Pacifico    | Langkawi                    | Rosemary Farrell        | 5:12:02 | Eva Desiana             | 5:15:22 | Rosanna Bille             | 5:15:50 |
| Asia/Pacifico    | Liuzhou                     | Agnieszka Jerzyk        | 4:15:40 | Kelsey Withrow          | 4:24:30 | Laura Dennis              | 4:29:55 |
| Asia/Pacifico    | New Zealand                 | Mathilde Batailler      | 4:48:52 | Natalie Price           | 4:53:04 | Kerri Dewe                | 4:53:37 |
| Asia/Pacifico    | Oman                        | Michela Santini         | 4:28:33 | Natascha Badmann        | 4:39:24 | Giulia Bedorin            | 4:41:54 |
| Asia/Pacifico    | Philippines                 | Caroline Steffen        | 4:24:10 | Dimity Lee Duke         | 4:36:48 | Courtney Gilfillan        | 4:39:18 |
| Asia/Pacifico    | Port Macquarie              | Monique De Abreu        | 4:42:34 | Ellen Guiney            | 4:55:19 | Shannon Proffit           | 4:55:50 |
| Asia/Pacifico    | Shanghai                    | Kelsey Withrow          | 4:16:52 | Frankie Sanjana         | 4:17:39 | Rebeccah Wassner          | 4:20:53 |
| Asia/Pacifico    | Subic Bay                   | Caroline Steffen        | 4:29:14 | Dimity Lee Duke         | 4:42:58 | Laura Wood                | 4:46:22 |
| Asia/Pacifico    | Sunshine Coast              | Hannah Wells            | 4:11:27 | Caroline Steffen        | 4:14:44 | Laura Armstrong           | 4:24:00 |
| Asia/Pacifico    | Taiwan                      | Sarah Crowley           | 4:21:03 | Grace Thek              | 4:29:09 | Els Visser                | 4:30:38 |
| Asia/Pacifico    | Vietnam                     | Holly Lawrence          | 4:04:40 | Sarah Crowley           | 4:08:54 | Radka Kahlefeldt          | 4:11:03 |
| Asia/Pacifico    | Western Australia           | Suzanne Blackborrow     | 4:41:44 | Alexandra Carter        | 4:42:53 | Katherine Ryan            | 4:47:16 |
| Asia/Pacifico    | Western Sydney              | Hannah Wells            | 4:07:38 | Grace Thek              | 4:16:04 | Rebecca Clarke            | 4:19:04 |
| Asia/Pacifico    | Xi'an                       | Kinsey Laine            | 3:48:40 | Anna Eberhardt          | 3:59:16 | Laurel Wassner            | 4:00:54 |
| Asia/Pacifico    | Xiamen                      | Ashleigh Gentle         | 4:16:05 | Lesley Smith            | 4:20:51 | Frankie Sanjana           | 4:23:35 |
| Sud America      | Bariloche                   | Haley Chura             | 4:34:32 | Romina Palacio          | 4:41:27 | Kelsey Withrow            | 4:45:22 |
| Sud America      | Cartagena                   | Kelsey Withrow          | 4:30:17 | Alina Hanschke Busch    | 4:36:03 | Susana Guillen            | 4:38:37 |
| Sud America      | Coquimbo                    | Ellie Salthouse         | 4:24:53 | Sarah Piampiano         | 4:31:39 | Amanda Wendorff           | 4:41:09 |
| Sud America      | Costa Rica                  | Jimenez Adilia          | 4:53:49 | Anne Haehner            | 5:07:42 | Jennifer Moscoso          | 5:08:53 |
| Sud America      | Ecuador                     | Sarah Piampiano         | 4:19:26 | Elizabeth Bravo         | 4:32:52 | Susana Guillen            | 4:41:30 |
| Sud America      | Florianopolis               | Pamella Oliveira        | 4:18:34 | Luíza Cravo             | 4:21:06 | Gisele Bertucci           | 4:37:58 |
| Sud America      | Fortaleza                   | Flavia Meyer            | 4:43:55 | Claudia Dumont          | 4:48:22 | Ana A. Lima Soares Barbos | 4:56:11 |
| Sud America      | Maceio                      | Fernanda Palma          | 4:35:30 | Flavia Meyer            | 4:38:51 | Julia Iglesias            | 4:43:44 |
| Sud America      | Peru                        | Lauren Goss             | 4:05:56 | Kinsey Laine            | 4:14:47 | Cecilia Davis-Hayes       | 4:15:44 |
| Sud America      | Pucon                       | Barbara Riveros         | 4:30:07 | Alicia Kaye             | 4:36:02 | Macarena Salazar Ezquerra | 4:37:13 |
| Sud America      | Puerto Rico                 | Heather Jackson         | 4:19:17 | Carolina Dementiev      | 4:51:13 | Melissa Rios Laluz        | 4:51:57 |
| Sud America      | Punta Del Este              | Flavia Meyer            | 4:47:17 | Johi Pennella           | 4:50:27 | Guadalupe Diaz Sebriano   | 4:51:36 |
| Sud America      | Rio de Janeiro              | Pamella Oliveira        | 4:28:04 | Luíza Cravo             | 4:34:17 | Romina Palacio            | 4:43:40 |
| Sud America      | Sao Paulo                   | Fernanda Palma          | 4:24:28 | Paula Ponte Moreira     | 4:31:50 | Marina Jacob              | 4:37:42 |
| Sud America      | South American Championship | Chelsea Sodaro          | 4:07:17 | Pamella Oliveira        | 4:17:30 | Tamara Jewett             | 4:17:41 |
| Africa/M.Oriente | Dubai                       | Holly Lawrence          | 4:00:04 | Anne Haug               | 4:01:42 | Sarah Lewis               | 4:09:39 |
| Africa/M.Oriente | Marrakech                   | Lisa Hütthaler          | 4:24:23 | Judith Corachan         | 4:27:24 | Malgorzata Otworowska     | 4:31:04 |
| Africa/M.Oriente | Bahrain                     | Holly Lawrence          | 3:52:51 | Jodie Stimpson          | 3:55:29 | Claire Hann               | 3:55:51 |
| Africa/M.Oriente | South Africa                | Annah Watkinson         | 4:21:14 | Emma Pallant            | 4:23:11 | Mariella Sawyer           | 4:36:16 |

## Calendario competizioni
| Continente       | Paese                       | Data              |
| ---------------- | --------------------------- | ----------------- |
| Nord America     | Arizona                     | 19 ottobre 2019   |
| Nord America     | Atlantic City               | 14 settembre 2019 |
| Nord America     | Augusta                     | 28 settembre 2019 |
| Nord America     | Boulder                     | 2 agosto 2019     |
| Nord America     | Calgary                     | 10 agosto 2019    |
| Nord America     | Campeche                    | 17 marzo 2019     |
| Nord America     | Canada                      | 27 luglio 2019    |
| Nord America     | Chattanooga                 | 18 maggio 2019    |
| Nord America     | Coeur d'Alene               | 29 giugno 2019    |
| Nord America     | Connecticut                 | 1 giugno 2019     |
| Nord America     | Cozumel                     | 28 settembre 2019 |
| Nord America     | Eagleman                    | 8 giugno 2019     |
| Nord America     | Florida                     | 13 aprile 2019    |
| Nord America     | Gulf Coast                  | 10 maggio 2019    |
| Nord America     | Hawaii                      | 31 maggio 2019    |
| Nord America     | Indian Wells                | 8 dicembre 2019   |
| Nord America     | Lake Placid                 | 7 settembre 2019  |
| Nord America     | Los Cabos                   | 3 novembre 2019   |
| Nord America     | Lubbock                     | 29 giugno 2019    |
| Nord America     | Maine                       | 24 agosto 2019    |
| Nord America     | Mont-Tremblant              | 22 giugno 2019    |
| Nord America     | Monterrey                   | 11 maggio 2019    |
| Nord America     | Muncie                      | 12 luglio 2019    |
| Nord America     | Muskoka                     | 6 luglio 2019     |
| Nord America     | North Carolina              | 18 ottobre 2019   |
| Nord America     | Oceanside                   | 5 aprile 2019     |
| Nord America     | Ohio                        | 27 luglio 2019    |
| Nord America     | Santa Cruz                  | 7 settembre 2019  |
| Nord America     | Santa Rosa                  | 26 luglio 2019    |
| Nord America     | St George                   | 3 maggio 2019     |
| Nord America     | Steelhead                   | 29 giugno 2019    |
| Nord America     | Superfrog                   | 14 settembre 2019 |
| Nord America     | Texas                       | 6 aprile 2019     |
| Nord America     | Traverse City               | 24 agosto 2019    |
| Nord America     | Victoria                    | 1 giugno 2019     |
| Nord America     | Virginia                    | 4 maggio 2019     |
| Nord America     | Waco                        | 26 ottobre 2019   |
| Nord America     | Wisconsin                   | 8 giugno 2019     |
| Europa           | Aix-en-Provence             | 11 maggio 2019    |
| Europa           | Barcelona                   | 18 maggio 2019    |
| Europa           | Cascais                     | 28 settembre 2019 |
| Europa           | Dun Laoghaire               | 24 agosto 2019    |
| Europa           | Elsinore                    | 22 giugno 2019    |
| Europa           | Finland                     | 28 giugno 2019    |
| Europa           | Gdynia                      | 10 agosto 2019    |
| Europa           | Greece                      | 13 aprile 2019    |
| Europa           | Haugesund                   | 29 giugno 2019    |
| Europa           | Emilia-Romagna              | 21 settembre 2019 |
| Europa           | Jonkoping                   | 6 luglio 2019     |
| Europa           | Kraichgau                   | 1 giugno 2019     |
| Europa           | Lanzarote                   | 4 ottobre 2019    |
| Europa           | Les Sables D'Olonne         | 15 giugno 2019    |
| Europa           | Luxembourg                  | 15 giugno 2019    |
| Europa           | Mallorca                    | 10 maggio 2019    |
| Europa           | Marbella                    | 27 aprile 2019    |
| Europa           | Otepaa                      | 14 giugno 2019    |
| Europa           | Slovenian Istria            | 21 settembre 2019 |
| Europa           | St Polten                   | 25 maggio 2019    |
| Europa           | Staffordshire               | 8 giugno 2019     |
| Europa           | Switzerland                 | 1 giugno 2019     |
| Europa           | Turkey                      | 3 novembre 2019   |
| Europa           | Vichy                       | 23 agosto 2019    |
| Europa           | Weymouth                    | 21 settembre 2019 |
| Europa           | Zell Am See                 | 31 agosto 2019    |
| Asia/Pacifico    | Astana                      | 13 luglio 2019    |
| Asia/Pacifico    | Bangsaen                    | 24 febbraio 2019  |
| Asia/Pacifico    | Bintan                      | 24 agosto 2019    |
| Asia/Pacifico    | Busselton                   | 3 maggio 2019     |
| Asia/Pacifico    | Cairns                      | 8 giugno 2019     |
| Asia/Pacifico    | Centrair Chita              | 8 giugno 2019     |
| Asia/Pacifico    | Colombo                     | 24 febbraio 2019  |
| Asia/Pacifico    | Davao                       | 24 marzo 2019     |
| Asia/Pacifico    | Geelong                     | 17 febbraio 2019  |
| Asia/Pacifico    | Goa                         | 19 ottobre 2019   |
| Asia/Pacifico    | Goseong                     | 25 maggio 2019    |
| Asia/Pacifico    | Langkawi                    | 25 ottobre 2019   |
| Asia/Pacifico    | Liuzhou                     | 13 aprile 2019    |
| Asia/Pacifico    | New Zealand                 | 2 marzo 2019      |
| Asia/Pacifico    | Oman                        | 1 marzo 2019      |
| Asia/Pacifico    | Philippines                 | 10 agosto 2019    |
| Asia/Pacifico    | Port Macquarie              | 4 maggio 2019     |
| Asia/Pacifico    | Shanghai                    | 19 ottobre 2019   |
| Asia/Pacifico    | Subic Bay                   | 1 giugno 2019     |
| Asia/Pacifico    | Sunshine Coast              | 7 settembre 2019  |
| Asia/Pacifico    | Taiwan                      | 24 marzo 2019     |
| Asia/Pacifico    | Taupo                       | 7 dicembre 2019   |
| Asia/Pacifico    | Vietnam                     | 11 maggio 2019    |
| Asia/Pacifico    | Western Australia           | 1 dicembre 2019   |
| Asia/Pacifico    | Western Sydney              | 24 novembre 2019  |
| Asia/Pacifico    | Xi'an                       | 14 settembre 2019 |
| Asia/Pacifico    | Xiamen                      | 10 novembre 2019  |
| Sud America      | Bariloche                   | 10 marzo 2019     |
| Sud America      | Cartagena                   | 1 dicembre 2019   |
| Sud America      | Coquimbo                    | 18 ottobre 2019   |
| Sud America      | Costa Rica                  | 22 giugno 2019    |
| Sud America      | Ecuador                     | 6 luglio 2019     |
| Sud America      | Florianopolis               | 27 aprile 2019    |
| Sud America      | Fortaleza                   | 8 giugno 2019     |
| Sud America      | Maceio                      | 3 agosto 2019     |
| Sud America      | Peru                        | 13 aprile 2019    |
| Sud America      | Pucon                       | 13 gennaio 2019   |
| Sud America      | Puerto Rico                 | 17 marzo 2019     |
| Sud America      | Punta Del Este              | 6 aprile 2019     |
| Sud America      | Rio de Janeiro              | 21 settembre 2019 |
| Sud America      | Sao Paulo                   | 10 novembre 2019  |
| Sud America      | South American Championship | 3 novembre 2019   |
| Africa/M.Oriente | Dubai                       | 1 febbraio 2019   |
| Africa/M.Oriente | Durban                      | 1 giugno 2019     |
| Africa/M.Oriente | Marrakech                   | 26 ottobre 2019   |
| Africa/M.Oriente | Bahrain                     | 7 dicembre 2019   |
| Africa/M.Oriente | South Africa                | 27 gennaio 2019   |